# Pan-arquismo
Pan-arquismo é um termo elaborado pelo economista e botânico Paul Emile de Puydt em 1860 e refere-se à panarquia, um sistema político em que todos teriam o direito de escolher sob qual forma de governo desejam viver.

## Escolha livre de governo
No artigo "Pan-arquia", de 1860, Puydt aplica o conceito do direito individual à escolha do sistema de governo sem limitar tal escolha a fronteiras geográficas ou outros aspectos culturais. É um conceito 'extraterritorial':
A verdade é que não há o suficiente do tipo certo de liberdade, a liberdade fundamental de escolher ser livre ou não de acordo com suas preferências... Assim, eu exijo, a cada membro da sociedade humana, a liberdade de associação de acordo com ideologia e inclinação e de atividade de acordo com atitude. Em outras palavras, o direito absoluto de escolher o ambiente político para viver e nada mais.— 
De Puydt explicou como tal sistema seria administrado:

Em cada comunidade, um novo escritório é aberto, o "Escritório da Associação Política". Esse escritório enviaria a cada cidadão responsável um formulário para preencher, assim como se faz com o imposto de renda e o registro de cães. Questão: Qual forma de governo você deseja? Com bastante liberdade, você responderia "monarquia", "democracia", ou qualquer outro... e uma vez registrado, a menos que você retire sua declaração respeitando o procedimento e demoras legais, você se tornaria então um súdito real ou um cidadão da república. A partir de então, você não terá envolvimento algum com o governo de ninguém mais—não mais do que um súdito prussiano tem com autoridades belgas.— 